# Carlsberg
El Grup Carlsberg (/ˈkɑrlzbərɡ/; danès :[kʰɑːˀlsb̥æɐ̯ˀ]) és una empresa danesa d'elaboració de cervesa fundada el 1847 per J.C.Jacobsen. La seva seu central està situada a Copenhaguen, Dinamarca. Les principals marques de l'empresa són la cervesa Carlsberg (anomenada així pel fill de Jacobsen, Carl), la infusió Tuborg, Kronenbourg, Somersby cider, la cervesa més venuda a Rússia Baltika, la belga Grimbergen abadia i més de 500 cerveses locals.
Després de fusionar-se amb el conglomerat noruec Orkla ASA el gener 2001, Carlsberg esdevingué la cinquena cerveseria més gran en el món. És el principal venedor de cervesa a Rússia amb aproximadament el 40 percent del mercat. El 2009 Carlsberg estigué en la cuarta posició emprant al voltant 45.000 persones.

## Història

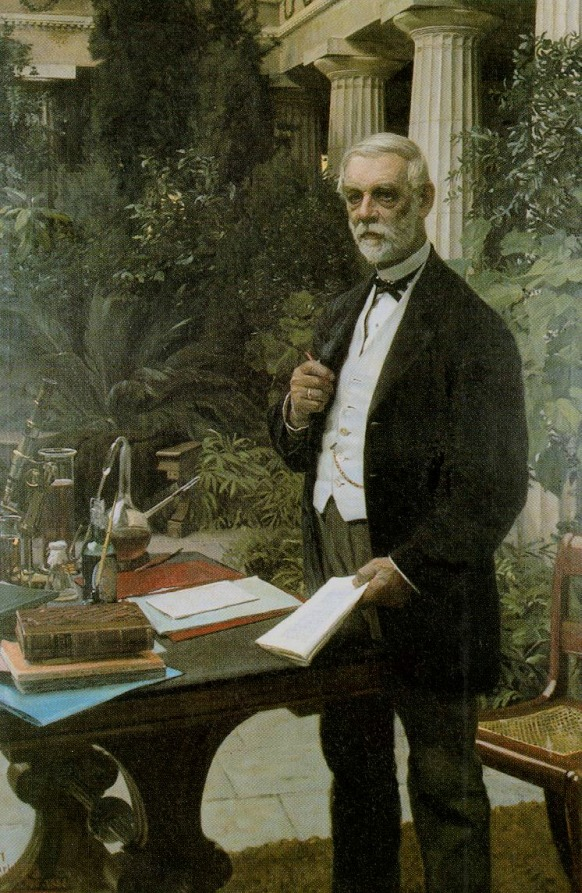
J.C. Jacobsen en el seu jardí d'hivern conegut com Pompeji, al costat d'una taula amb equipament de laboratori, una ampolla de vidre de cervesa lager i llibres de Louis Pasteur i Emil Christian Hansen. Pintat per August Jerndorff (1886)

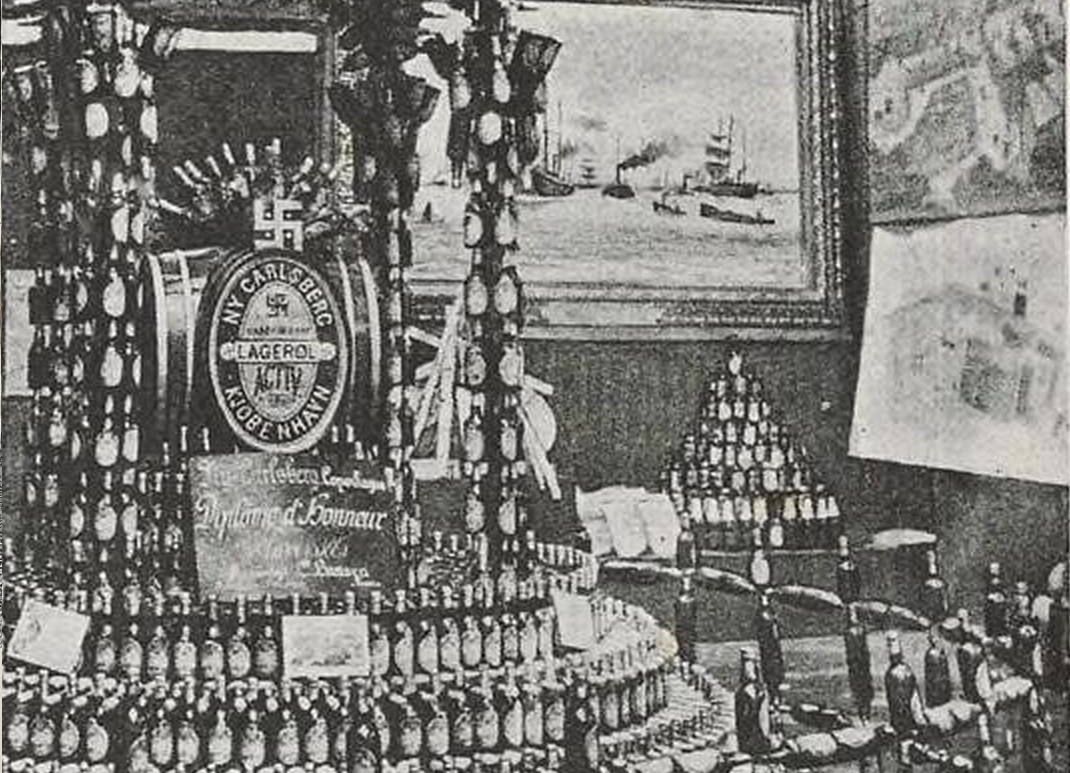
Diploma d'Honnor Exposició Antwerp 1885

Carlsberg va ser fundat el 1847 per J.C.Jacobsen, el nom de la companyia provenia del nom del seu fill Carl unit a la paraula “turó”, en danès: “bjërg”.
L'exportació de la cervesa Carlsberg amb ampolla de vidre van començar el 1868; l'elaboració a l'estranger va començar el 1968 amb l'obertura d'una cerveseria Carlsberg a Blantyre, Malawi. Alguns dels logos originals de l'empresa inclouen un elefant i la swastika. L'ús d'aquest últim va ser interromput en la dècada de 1930 a causa de la seva associació amb partits polítics a la veïna Alemanya. El fundador de Carlsberg, J.C.Jacobsen, era un filantrop i col·leccionista d'art. Amb la seva fortuna acumulà una impressionant col·lecció d'art que es troba actualment en el Ny Carlsberg Glyptotek, al centre de Copenhaguen.
Jacobsen va crear un laboratori el 1875 on va treballar amb els problemes científics relacionats amb l'elaboració de la cervesa. Va crear un departament de química i un departament de fisiologia. Les espècies de llevat utilitzades per fer la cervesa daurada pàl·lida, Saccharomyces carlsbergensis, es va aïllar en el laboratori i va ser nomenat després d'ell. El concepte de pH va ser desenvolupat allà així com altres avenços dins la química de proteïna. El laboratori formaba part de la Fundació Carlsberg fins al 1972 quan va ser rebatejat com a Carlsberg Centre de Recerca i fou transferit a la cerveseria.
L'antiga cerveseria de Carlsberg dins Copenhaguen és oberta per turistes i ha sigut visitada per Winston Churchill, Yuri Gagarin i la Reina Elizabeth II.
La primera llicència per l'elaboració de cervesa a l'estranger va ser donada a les Cerveseries Photos Photiades de Xipre on, el 1966, Carlsberg elaborà cervesa per primer cop fora de Dinamarca. La primera cerveseria construïda fora de Dinamarca fou a Blantyre, Malawi, el 1968.
Carlsberg va adquirir les cerveseries Tuborg el 1970 i es va fusionar amb Tetley el 1992.
El 2008, el Grup Carlsberg, juntament amb Heineken, va comprar Scottish & Newcastle, l'elaborador més gran en el Regne Unit, amb 7£.8bn (15$.3bn).
El novembre 2014, Carlsberg adquirí la tercera cervesera més gran de Grècia, la Cerveseria Olímpica, afegint les seves operacions en el país i convertint l'empresa en la segona del mercat de Grècia.

## Operacions regionals
El Grup Carlsberg divideix les seves operacions en tres àrees de mercat: Nord i Oest d'Europa, Asia i Est d'Europa.

## Cerveses

### Carlsberg
Carlsberg és la principal marca de cervesa en el portfoli de productes (més de 500 marques). La cervesa pilsener té un 5% d'alcohol i es distribueix a 140 mercats. Són conegudes les marques Carlsberg Lager, Carlsberg i Carlsberg Pilsner.

### Special Brew
Special Brew és una cervesa lager forta fabricada a Dinamarca i el Regne Unit. Va ser elaborada inicialment per Carlsberg per commemorar una visita a Dinamarca de Winston Churchill el 1950. El sabor incorpora "sabors de cognac sabors entre les seves notes de tastar". El maig de 1951 dos caixes va ser entregades a Londres a la casa de Churchill. En una carta d'agraïment els va donar les gràcies anomenant la cervesa com a "Commemoration Lager". Dins Dinamarca la beguda va ser anomenada Påskebryg ("Pasqua Brew"), però des de llavors ha estat reemplaçada per una cervesa més dèbil (Carls Påske). Al mercat britànic Carlsberg va anomenar la beguda Special Brew i la producció va ser començada en Northampton en els 1950.

### Cervesa Elefant

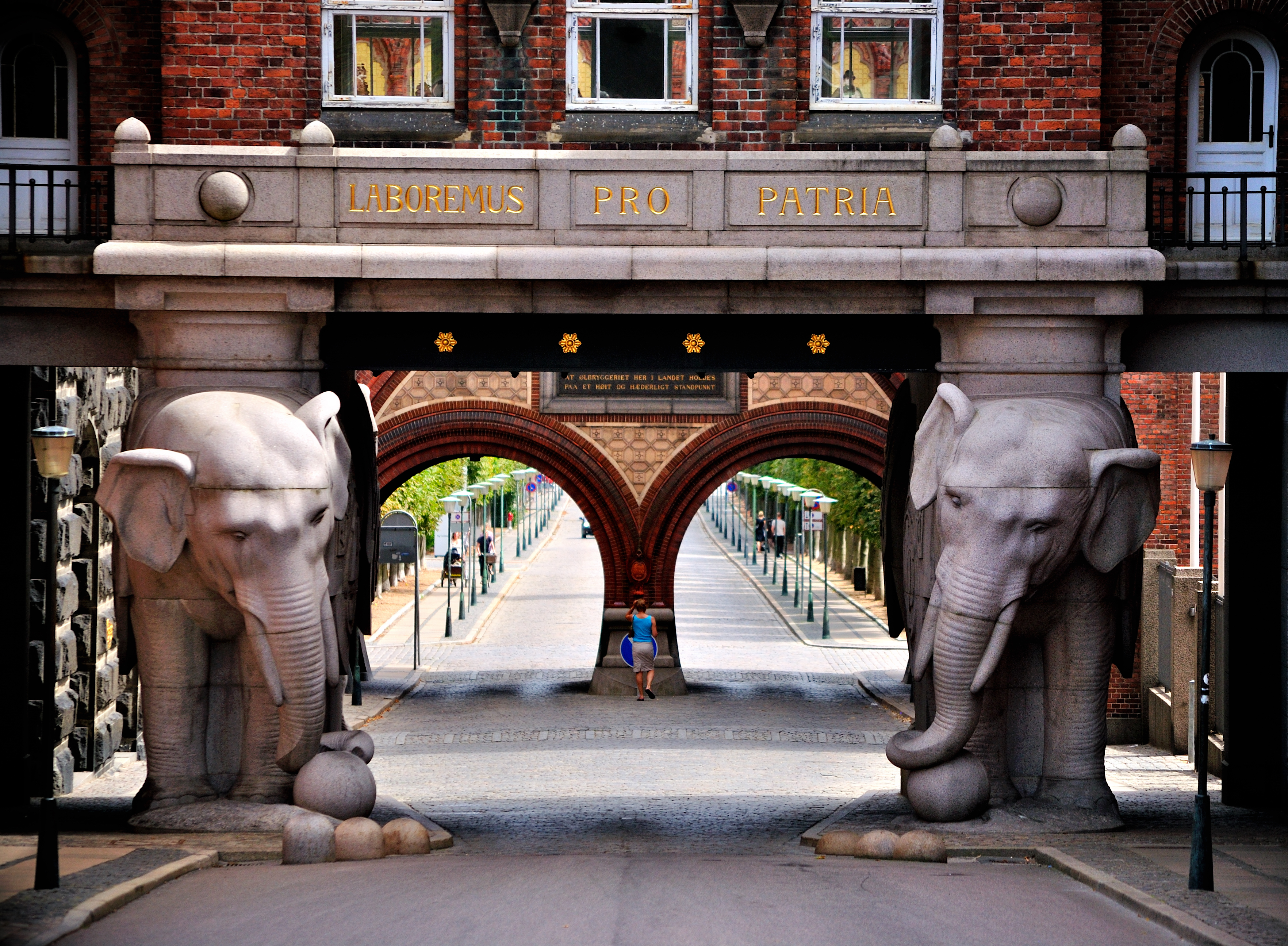
La Porta d'Elefant dins Copenhaguen

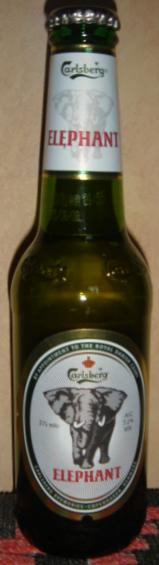
Cervesa d'elefant

El 1901, com a iniciativa de l'elaborador Carl Jacobsen, el professor d'arquitectura J.L.Dahlerup va crear una torre que descansa damunt de quatre elefants tallats en granit de l'illa danesa Bornholm. Jacobsen s'inspirà en l'elefant que suporta l'obelisc en la Piazza della Minerva a Roma. Els quatre elefants porten la inicial dels fills de Carl Jacobsen: Theodora, Paula, Helge i Vagn. Així fou anomenada com La Porta d'Elefant i és una marca d'entrada a la cerveseria. Al de l'oest de la porta, va ser inscrit un lema de Carl Jacobsen: Laboremus pro Patria (Fem feina pel nostre país).
Des de llavors l'Elefant forma part de la família Carlsberg, especialment després de la creació de la Cervesa Elefant el 1955 com a cervesa lager forta i presentant l'etiqueta amb l'elefant. Aquesta cervesa encara és produïda a les fàbriques de Copenhaguen i exportat al voltant del món. Alguns mercats fabriquen localment la seva pròpia Cervesa Elefant segons la recepta original.

### Altres marques al portfoli del GrupCarlsberg
- Tuborg (Internacional)
- Somersby ciders (Internacional)
- 1664 (Internacional)

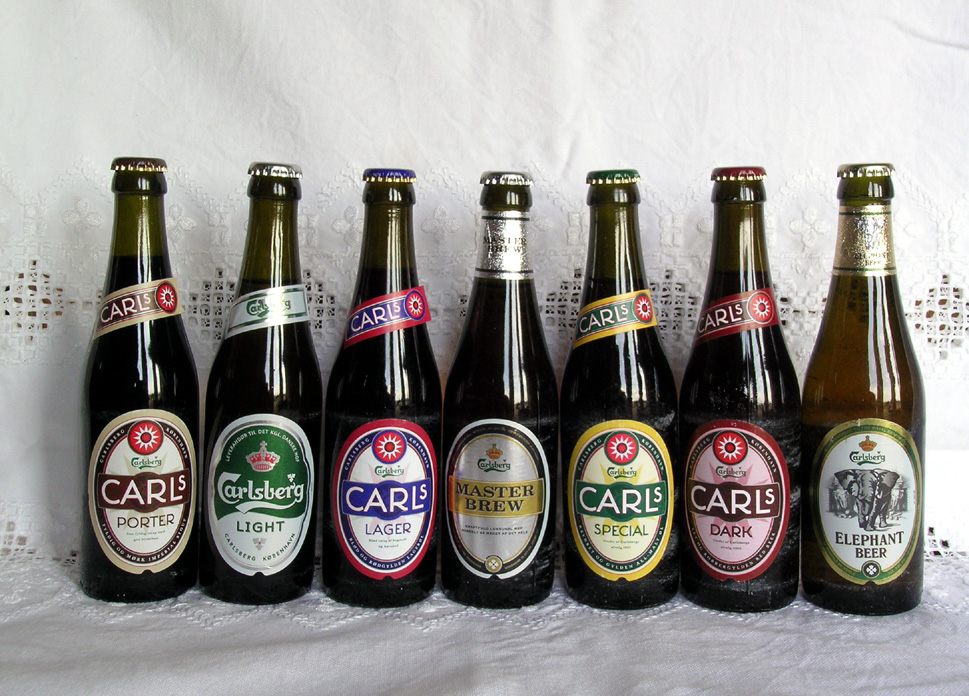
Carlsberg Cerveses

- Grimbergen craft beers (Internacional)
- Holsten (Internacional)
- Baltika (Rússia)
- Bosman (Polònia)
- Kronenbourg (França)
- Wusu (Xina)
- Dali Beer (Xina)
- Lav pivo (Sèrbia)
- Lvivske (Ucraïna)
- Mythos Brewery (Grècia)
- Pan pivo (Croàcia)
- Pirinsko (Bulgària)
- Saku (Estònia)
- Sarbast (Uzbekistan)
- Semper Ardens
- Shumensko (Bulgària)
- Slavutych (Ucraïna)
- Super Bock (Portugal)
- Švyturys (Lituània)
- Gorkha beer (Nepal)

En total, el Grup Carlsberg elabora més de 500 cerveses diferents.

## Centre de visitants
El centre de visitants Carlsberg està situat a Gamle Carlsberg Vej 11, 1799 de Valby (Copenhaguen), Dinamarca, a la ubicació de la primera cerveseria Carlsberg. Al pati hi ha una petita rèplica de l'estàtua de la Sireneta que Carl Jacobsen va donar a Copenhaguen. També connectat amb el centre de visitants Carlsberg està el Jacobsen House Brewery, una petita fàbrica de cervesa creadora de la gamma especial de cervesa artesanal Jacobsen. L'entrada inclou una beguda lliure al bar, es pot arribar al centre amb els autobusos 18 o 26 des del centre de Copenhaguen.

## Publicitat
L'eslògan de Carlsberg: "Probablement la millor cervesa del món" va ser creat el 1973 per Saatchi i Saatchi pel mercat de Regne Unit. Després es va estendre al voltant del món des dels anys 1980 fins que va ser reemplaçat el 2011 pel nou eslògan "That's call for a Carlsberg".
La veu de l'anunci original l'any 1975 era de l'actor Orson Welles que ha estat utilitzada repetidament al llarg dels anys. Després es va fer servir la veu del canadenc Bill Mitchell quan la contractació d'Orson Welles esdevingué massa cara. En alguns països l'eslògan ha estat adaptat a "Probablement el millor lager en el món".
Carlsberg va ser presentada en el filmIce Cold in Alex) com la cervesa lager que els principals protagonistes beuen després de conduir a través del desert. Les línies de la pel·lícula va donar lloc a un dels millors eslògans publicitaris coneguts de Carlsberg al Regne Unit:: "worth waiting for".
Carlsberg ha estat criticat per trencar el seu propi codi de conducta per anuncis d'alcohol a Malawi.

## Galeria

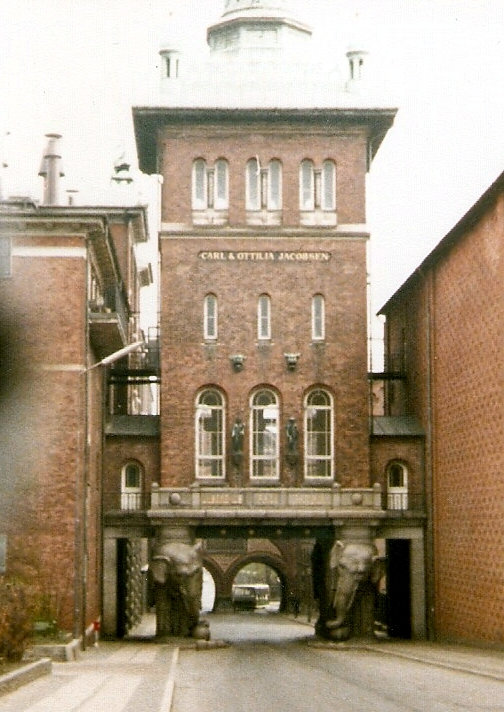
La porta d'elefant al Ny Carlsberg Glyptotek
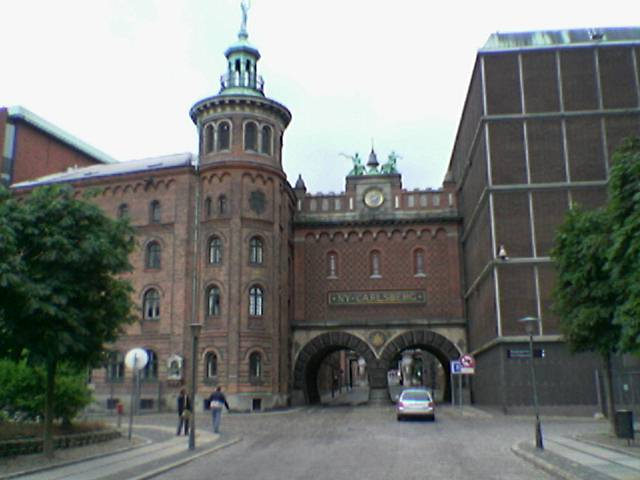
Vista exterior d'una de les portes del Ny Carlsberg Glyptotek
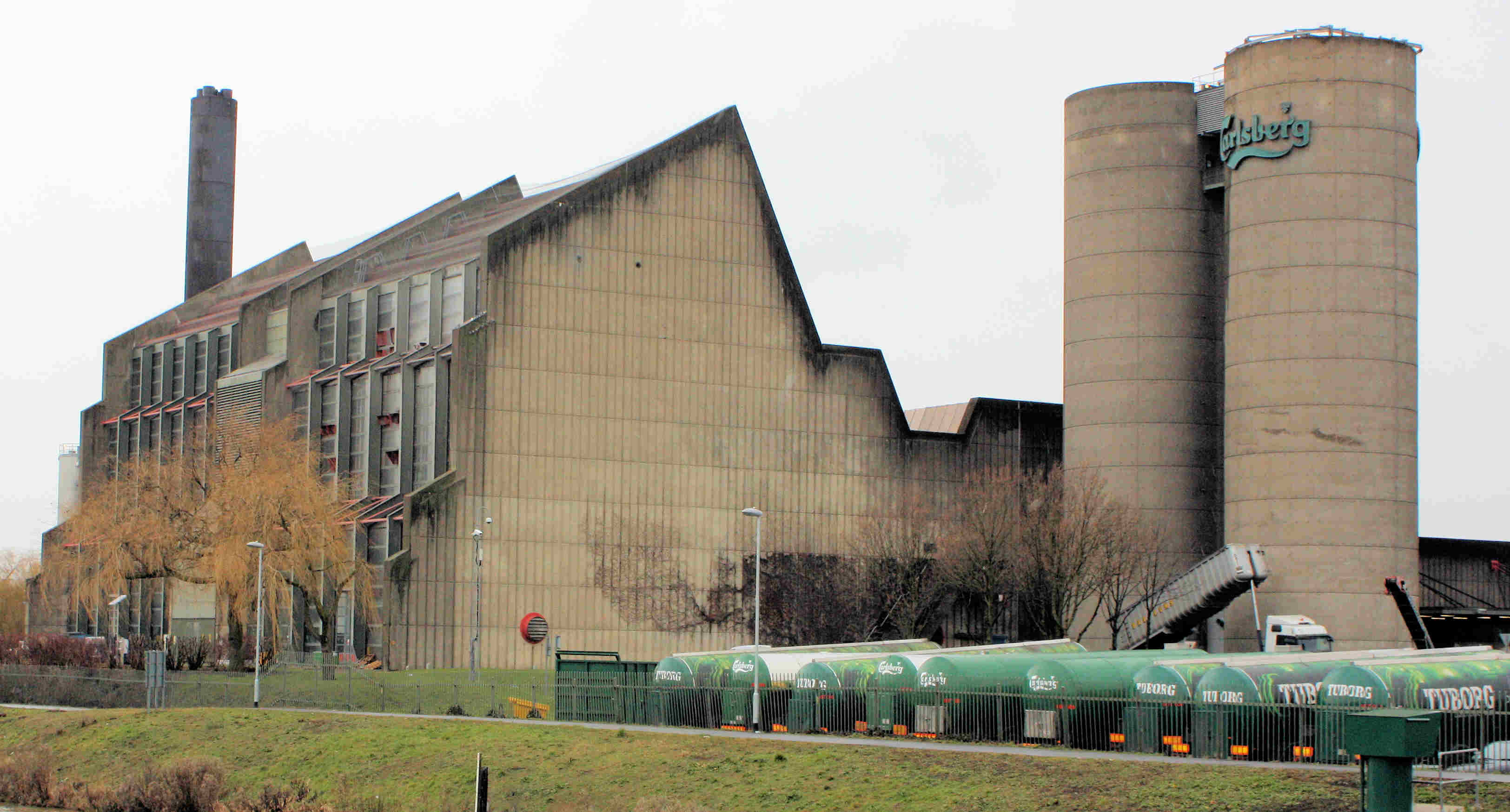
Fàbrica Carlsberg a Northampton, England, 1973
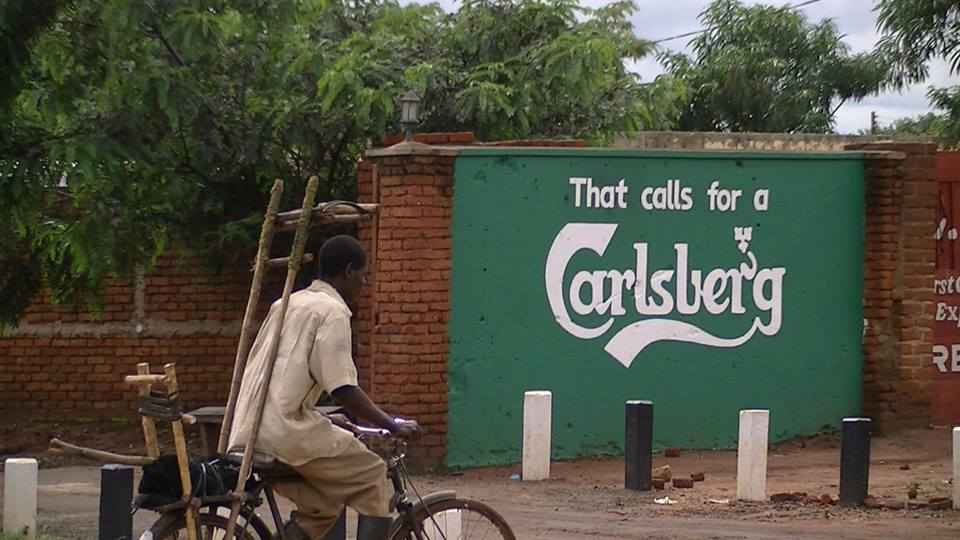
Anunci a Malawi